# Голос країни (другий сезон)
«Голос країни 2» — другий сезон співочого талант-шоу «Голос країни».
Тренерами другого сезону шоу повторно стали Діана Арбеніна, Олександр Пономарьов, а також новачки у проекті — Валерія та Олег Скрипка.
На відміну від першого сезону шоу, у другому сезоні Катерина Осадча стала співведучою  Андрія Доманського вже з перших ефірів.
Фінал шоу відбувся 29 квітня 2012. Перемогу в другом сезоні «Голосу країни» здобув співак Павло Табаков.

## Вокальні двобої
Другий етап конкурсу — «Вокальні бої» — пройшов у чотирьох ефірах, в результаті яких з 14 конкурсантів у кожній команді залишилося шість. В останньому двобої зустрілися переможці одного з попередніх боїв.
| Діана Арбеніна       | Діана Арбеніна             | Олег Скрипка       | Олег Скрипка     | Олександр Пономарьов | Олександр Пономарьов | Валерія            | Валерія            |
| Перемога             | Вибуття                    | Перемога           | Вибуття          | Перемога             | Вибуття              | Перемога           | Вибуття            |
| -------------------- | -------------------------- | ------------------ | ---------------- | -------------------- | -------------------- | ------------------ | ------------------ |
| Олександр Онофрійчук | Тетяна Луканова            | Назарій Савко      | Яна Шейн         | Яна Юдіна            | Дарія Громова        | Володимир Бандерас | Ігор Татаренко     |
| Катерина Тихонова    | Тетяна Ареф'єва            | Ігор Петров        | Анатолій Шпарьов | Марічка Яремчук      | Сергій Нетахата      | Ольга Панкратова   | Уляна Воробей      |
| Павло Табаков        | Аліса Петрик               | Василь Жадан       | Валентин Мантя   | Аскар Задирака       | Віталій Шведчиков    | Ангеліна Моняк     | Ярослав Родіоненко |
| Дмитро Селянський    | Михайло Бусін та Юрій Гаюр | Ілларія            | Ганна Семенешко  | Галина Безрук        | Діона                | Тетяна Ширко       | Ганна Донцова      |
| Павло Смірнов        | Лілія Філімонова           | Христина Ковальова | Ганна Кільченко  | Роман Болдузєв       | Олександр Воєвуцький | Наталія Пічкур     | Юліанна Камишева   |
| Рожден Анусі         | Аліна Куліш                | Сусанна Карпенко   | Руслан Бровко    | Кирил Туриченко      | Віталіна Васалатій   | Денис Федоренко    | Іван Березовський  |
| Денис Жупник         | Вікторія Васалатій         | Олеся Киричук      | Яна Нижник       | Оксана Комар         | Маргарита Двойненко  | Нілу               | Анастасія Маркова  |
| Дмитро Селянський    | Катерина Тихонова          | Олеся Киричук      | Сусанна Карпенко | Марічка Яремчук      | Аскар Задирака       | Наталія Пічкур     | Тетяна Ширко       |

Після останнього двобою у команді Діани Арбеніної залишились самі лише чоловіки. Музичний продюсер шоу Костянтин Меладзе припустив, що Арбеніна пішла на це навмисне. Попередньо він критикував її за двобої співаків різної статі та різного напрямку.
Ілюстрацією цієї критики може слугувати бій молодого рокера Олександра Онофрійчука із зрілою вокалісткою Тетяною Лукановою, які виконували разом пісню Алли Пугачової, а також двобій академічного співака Павла Смірнова із виконавицею народних пісень Лілією Філімоновою, що виконували романс Миколи Лисенка «Нічого, нічого». У обох випадках за рішенням Діани Арбеніної перемогли чоловіки, хоча в першому випадку пісня явно пасувала більше Лукановій, а в другому — Філімонова була явно «не на своїй території».

## Прямі ефіри
| – | Фіналіст «врятований» глядацьким голосуванням                |
| – | Фіналісту даровано «імунітет» тренером                       |
| – | Фіналіст потрапив у номінацію і мав співати знову «на виліт» |
| – | Фіналіст отримав найменше голосів та вибув одразу            |
| – | Фіналіст не брав участь у ефірі (вибув)                      |

|                                | Тиждень 1 | Тиждень 2          | Тиждень 3          | Тиждень 4          | Тиждень 5          | Тиждень 6          | Тиждень 7          |
| Команда Валерії                |           |                    |                    |                    |                    |                    |                    |
| Ангеліна Моняк                 | Врятовано |                    |                    | Спів «на виліт»    | Врятовано          | Врятовано          | Друге місце        |
| Наталія Пічкур                 | Врятовано |                    |                    | Імунітет           | Врятовано          | Вибула             | Вибула (тиждень 6) |
| Нілу                           | Імунітет  |                    |                    | Врятовано          | Вибула             | Вибула (тиждень 5) | Вибула (тиждень 5) |
| Денис Федоренко                | Імунітет  |                    |                    | Спів «на виліт»    | Вибув (тиждень 4)  | Вибув (тиждень 4)  | Вибув (тиждень 4)  |
| Ольга Панкратова               | Вибула    | Вибула (тиждень 1) | Вибула (тиждень 1) | Вибула (тиждень 1) | Вибула (тиждень 1) | Вибула (тиждень 1) | Вибула (тиждень 1) |
| Володимир Бандерас             | Вибув     | Вибув (тиждень 1)  | Вибув (тиждень 1)  | Вибув (тиждень 1)  | Вибув (тиждень 1)  | Вибув (тиждень 1)  | Вибув (тиждень 1)  |
| Команда Олега Скрипки          |           |                    |                    |                    |                    |                    |                    |
| Назар Савко                    | Врятовано |                    | Врятовано          |                    | Врятовано          | Врятовано          | Третє місце        |
| Ілларія                        | Врятовано |                    | Імунітет           |                    | Врятовано          | Вибула             | Вибула (тиждень 6) |
| Василь Жадан                   | Імунітет  |                    | Спів «на виліт»    |                    | Вибув              | Вибув (тиждень 5)  | Вибув (тиждень 5)  |
| Ігор Петров                    | Імунітет  |                    | Спів «на виліт»    | Вибув (тиждень 3)  | Вибув (тиждень 3)  | Вибув (тиждень 3)  | Вибув (тиждень 3)  |
| Олеся Киричук                  | Вибула    | Вибула (тиждень 1) | Вибула (тиждень 1) | Вибула (тиждень 1) | Вибула (тиждень 1) | Вибула (тиждень 1) | Вибула (тиждень 1) |
| Христина Ковальова             | Вибула    | Вибула (тиждень 1) | Вибула (тиждень 1) | Вибула (тиждень 1) | Вибула (тиждень 1) | Вибула (тиждень 1) | Вибула (тиждень 1) |
| Команда Діани Арбеніної        |           |                    |                    |                    |                    |                    |                    |
| Павло Табаков                  |           | Врятовано          |                    | Врятовано          | Врятовано          | Врятовано          | Переможець         |
| Олександр Онуфрійчук           |           | Врятовано          |                    | Імунітет           | Врятовано          | Вибув              | Вибув (тиждень 6)  |
| Рожден Анусі                   |           | Імунітет           |                    | Спів «на виліт»    | Вибув              | Вибув (тиждень 5)  | Вибув (тиждень 5)  |
| Павло Смірнов                  |           | Імунітет           |                    | Спів «на виліт»    | Вибув (тиждень 4)  | Вибув (тиждень 4)  | Вибув (тиждень 4)  |
| Дмитро Селянський              |           | Вибув              | Вибув (тиждень 2)  | Вибув (тиждень 2)  | Вибув (тиждень 2)  | Вибув (тиждень 2)  | Вибув (тиждень 2)  |
| Денис Жупник                   |           | Вибув              | Вибув (тиждень 2)  | Вибув (тиждень 2)  | Вибув (тиждень 2)  | Вибув (тиждень 2)  | Вибув (тиждень 2)  |
| Команда Олександра Пономарьова |           |                    |                    |                    |                    |                    |                    |
| Марічка Яремчук                |           | Врятовано          | Врятовано          |                    | Врятовано          | Врятовано          | Четверте місце     |
| Кирило Туриченко               |           | Імунітет           | Спів «на виліт»    |                    | Врятовано          | Вибув              | Вибув (тиждень 6)  |
| Галина Безрук                  |           | Імунітет           | Імунітет           |                    | Вибула             | Вибула (тиждень 5) | Вибула (тиждень 5) |
| Роман Болдузєв                 |           | Врятовано          | Спів «на виліт»    | Вибув (тиждень 3)  | Вибув (тиждень 3)  | Вибув (тиждень 3)  | Вибув (тиждень 3)  |
| Оксана Комар                   |           | Вибула             | Вибула (тиждень 2) | Вибула (тиждень 2) | Вибула (тиждень 2) | Вибула (тиждень 2) | Вибула (тиждень 2) |
| Яна Юдіна                      |           | Вибула             | Вибула (тиждень 2) | Вибула (тиждень 2) | Вибула (тиждень 2) | Вибула (тиждень 2) | Вибула (тиждень 2) |

### Півфінал
Найбільшу глядацьку підтримку у півфіналі (в порівнянні із конкурентами) отримали Ангеліна Моняк (74,94%) та Назар Савко (67,84%). Обидва співаки виконували українські народні пісні: «Ой, у вишневому саду» та «Ой, чий то кінь стоїть» відповідно. Ангеліна Моняк вперше на прямих ефірах шоу співала неакадемічним вокалом. 
Павло Табаков виконував пісню «Une vie d'Amour» Шарля Азнавура під власний акомпанемент на роялі спочатку французькою, а потім українською мовами. Автор українського перекладу пісні — поетеса Мар'яна Савка.
Як і в першому сезоні шоу Діана Арбеніна віддала 100% свого голосу одному зі своїх півфіналістів — Павлу Табакову — усунувши таким чином глядачів від впливу на результат півфіналу. Однак у обох сезонах виявлялося, що її вибір збігся із вподобаннями глядачів.
| Учасник              | Команада             | Пісня (виконавець)                            | Тренерська оцінка, % | Глядацька оцінка, % | Загалом |
| -------------------- | -------------------- | --------------------------------------------- | -------------------- | ------------------- | ------- |
| Павло Табаков        | Діана Арбеніна       | «Une vie d'Amour» (Шарль Азнавур)             | 100                  | 52,65               | 152,65  |
| Ангеліна Моняк       | Валерія              | «Ой, у вишневому саду» (українська народна)   | 40                   | 74,94               | 114,94  |
| Назарій Савко        | Олег Скрипка         | «Ой, чий то кінь стоїть» (українська народна) | 45                   | 67,84               | 112,84  |
| Марічка Яремчук      | Олександр Пономарьов | «My Heart Will Go On» (Селін Діон)            | 50                   | 53,19               | 103,19  |
| Кирило Туриченко     | Олександр Пономарьов | «What do u want from me» (Адам Ламберт)       | 50                   | 46,81               | 96,81   |
| Ілларія              | Олег Скрипка         | «Країна мрій» (ВВ)                            | 55                   | 32,16               | 87,16   |
| Наталія Пічкур       | Валерія              | «Будь со мной» (Жанна Агузарова)              | 60                   | 25,06               | 85,06   |
| Олександр Онофрійчук | Діана Арбеніна       | «Stayin' Alive» (Bee Gees)                    | 0                    | 47,35               | 47,35   |

### Фінал
| Учасник         | Тренер               | Перше голосування, % | Друге голосування |
| --------------- | -------------------- | -------------------- | ----------------- |
| Павло Табаков   | Діана Арбеніна       | 40,47                | перемога          |
| Ангеліна Моняк  | Валерія              | 24,32                | друге місце       |
| Назар Савко     | Олег Скрипка         | 23,61                | —                 |
| Марічка Яремчук | Олександр Пономарьов | 11,60                | —                 |

## Цікаві факти
- На п'ятому прямому ефірі шоу ром Василь Жадан із команди Олега Скрипки виконував циганський романс «Очі чорні» українською мовою. За словами Олега Скрипки, слова цього романсу не лише належать перу етнічного українця Євгена Гребінки, а й початково були написані українською мовою. Олегу Скрипці та Василю Жадану нібито вдалося відшукати цю початкову версію та відредагувати її.

## Див.також
- Голос країни (перший сезон)
- Голос країни (третій сезон)
- Голос країни (четвертий сезон)
- Голос країни (п'ятий сезон)
- Голос країни (шостий сезон)
- Голос країни (сьомий сезон)
- Голос країни (восьмий сезон)
- Голос. Діти